# Mirko Filipović
Pour les articles homonymes, voir Filipović.
Mirko Filipović, né le 10 septembre 1974 à Vinkovci (Croatie), est un kick-boxeur et pratiquant d'arts martiaux mixtes croate, par ailleurs homme politique croate durant un mandat.
Il fait partie des rares combattants ayant évolué avec succès à la fois sur le circuit du kick-boxing et des arts martiaux mixtes. Son surnom de Cro Cop vient de sa nationalité croate et de son passé de policier. Il  est en effet un ancien commando contre-terroriste croate faisant partie de l'ATJ Lučko).
Venant du pieds-poings, Filipović se sent particulièrement à l'aise lors des phases de combat debout, et il est particulièrement craint pour son fameux coups de pied hauts de la jambe gauche (il est fausse patte), certainement son arme la plus redoutable.
Champion du Pride Fighting Championships Grand Prix Open Weight 2006, il est considéré comme l'un des meilleurs poids lourds dans l'histoire des MMA. De plus, il rentre aussi dans l'histoire du kick-boxing et du K-1 notamment en remportant le K-1 World Grand Prix qui est un tournoi qui regroupe les seize meilleurs combattants poids lourds du circuit pieds-poings.
En 2007, il commence sa carrière à l'Ultimate Fighting Championship (UFC). Il passe ensuite par la Dream.
Après une première retraite en 2011, il reviendra en janvier 2015, avant de prendre sa retraite de toute compétition en fin d'année, à l'âge de 41 ans.
Le 16 février 2019, il remonte finalement dans la cage pour affronter Roy Nelson une seconde fois, et gagne par décision unanime. À la suite de ce combat, il est victime d'un accident vasculaire cérébral et est contraint de prendre définitivement sa retraite à 44 ans, après avoir consacré près de 22 ans de sa vie au sport,.
Sur l'ensemble de sa carrière, Mirko Filipović est un combattant qui aura été très reconnu dans le monde du kick-boxing (record professionnel de 26 victoires et 8 défaites, dont 12 victoires par knockout) et des arts martiaux mixtes (avec 38 victoires , 2 nuls, 11 défaites, et 1 sans decision, dont 30 victoires par ko/tko).
Il est surtout réputé pour ses coups de pied dévastateurs, possédant le record de victoires par KO sur des coups de pied à l’UFC et au Pride FC.

## Biographie

### Enfance, formation et débuts
Mirko Filipović grandit dans une Yougoslavie en plein déchirement. Sa famille en pâtit indirectement ; son père meurt d’un cancer, après avoir perdu son travail.
Le jeune Mirko se lance dans les sports de combat après avoir vu Jean-Claude Van Damme dans le film Bloodsport.
Il développe un farouche attachement à sa terre natale. Deux traits qui guideront sa vie. Ancien boxeur amateur, il a un palmarès en amateur de 40 victoires dont 31 KOs, et 5 défaites.
Très tôt, il met au point ce qui fera sa légende : son coup de pied haut de la jambe gauche. Furtivité du départ du coup, vitesse élevée, souplesse extrême et très grande puissance, travaillées pendant des heures à l’entraînement. Il commence sa carrière professionnelle en 1996 comme kick-boxeur, suivant les pas de son compatriote Branko Cikatić. 
En parallèle, il travaille comme commando dans la Police croate (unité anti-terroriste Alpha) dans la ville de Lučko près de Zagreb, ce qui explique son surnom de Cro Cop (Croatian Cop soit le « policier croate »), qui lui a été donné par Louis Urban, son principal ennemi, « l'homme qu'il craignait le plus » sur les rings à ses débuts. Il a aussi combattu quelquefois au début de sa carrière sous le surnom de Tigar.

### Carrière sportive
Le plus gros succès de Mirko Filipović en kick-boxing arrive en 1999 lorsqu'il atteint la finale du K-1 Grand Prix où il est battu par Ernesto Hoost (il avait une côte cassée depuis la demi-finale).
En 2002, il quitte son poste de policier anti-terroriste pour se concentrer sur sa carrière sportive.
En 2004, il recrute Fabrício Werdum pour améliorer son niveau au sol et tourne la page définitivement avec Mike Bencic. En 2006, Werdum quitte Cro Cop pour se lancer dans une carrière professionnelle.

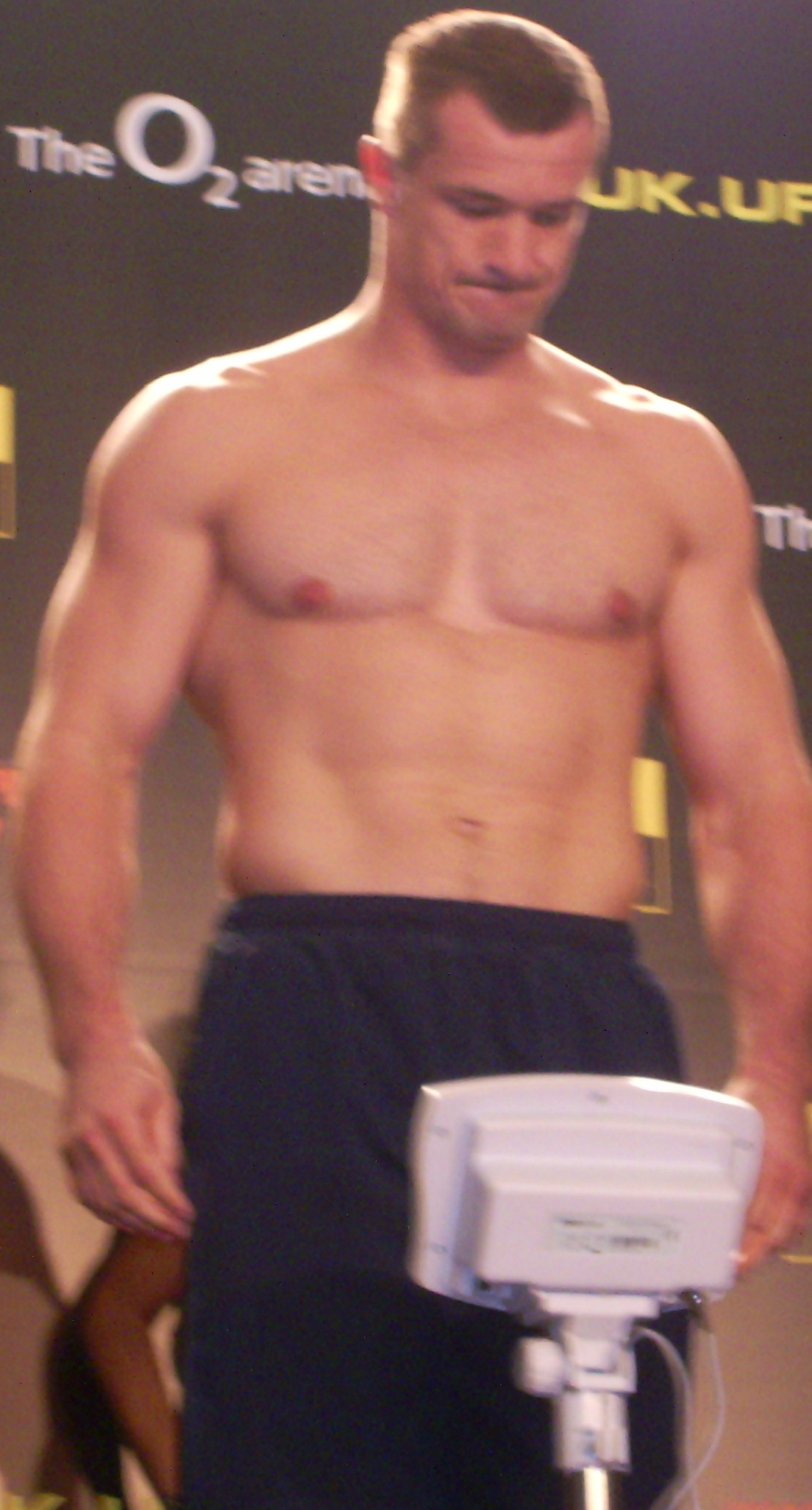
Mirko Filipović en 2007.

En 2007, sa signature avec l'Ultimate Fighting Championship (UFC) est officiellement annoncée par Dana White. 
En février 2008, il rompt son contrat avec l'UFC pour signer au Dream.
En 2011, il prend sa retraite du MMA à la suite de sa défaite contre Roy Nelson.
Il annonce ensuite son retour en kickboxing pour mars 2012, dans un affrontement contre Ray Sefo. 
Le 10 mars, il remporte ce combat par décision. Entouré de ses fans, il profite de cette occasion pour rendre hommage à un compatriote de K-1 parti en février 2012. Il bat par la suite à Madrid l'espagnol Loren Javier Jorge par KO au second round.
Par la suite, il signe un contrat avec l'organisation Glory pour des combats de kickboxing, son prochain rendez-vous est le 8 mars 2014 contre Remy Bonjasky.
Le 21 janvier 2015, Dana White le président de l'UFC annonce le retour de Cro Cop à l'âge de 40 ans en UFC. Le 10 novembre, il annonce sa retraite, à 41 ans, de toute compétition.

### Homme politique
De décembre 2003 à janvier 2008, Mirko Filipović siège au Hrvatski sabor (Parlement croate) pour un mandat, élu sur la liste du Parti social-démocrate de Croatie.

## Parcours en arts martiaux mixtes

### Ultimate Fighting Championship
En 2007, sa signature avec l'Ultimate Fighting Championship (UFC) est officiellement annoncée par Dana White. Cro Cop fait ses débuts dans l'Octogone face à Eddie Sanchez lors de l'UFC 67. Après sa victoire sur Sanchez, il perd deux combats, contre Gabriel Gonzaga (KO) et Cheick Kongo (décision contestée, qui aurait dû être transformée en match nul à la suite de multiples coups répétés dans les parties de la part du Français), résultats plutôt étonnants et qui l'éloignent d'un combat pour le titre.

### Dream
En février 2008, il rompt son contrat avec l'UFC pour signer au Dream, toute nouvelle organisation de MMA japonaise désignée comme le nouveau Pride FC, pour tenter de relancer sa carrière après son échec relatif aux États-Unis ; il revient à l'UFC l'année d'après. En 2011, il prend sa retraite du MMA à la suite de sa défaite contre Roy Nelson.

### Retour en MMA
Au début d'août 2012, Mirko Filipović annonce son envie de revenir combattre en MMA. Il est alors programmé face à l'ancien sumo et nouveau venu dans les MMA, Shinichi Suzukawa, lors de l'événement de fin d'année Inoki Bom-Ba-Ye 2012 organisé par l'Inoki Genome Federation (IGF) à Tokyo. Cro Cop remporte rapidement la victoire avec une clé de bras en un peu plus d'une minute.
À partir de juin 2013, il est un temps prévu pour un nouveau match face à Aleksander Emelianenko. Mais, après l'arrestation d'Emelianenko par la police russe en octobre 2013, accusé d'agression sur un homme de 63 ans dans un bar de Moscou, le contrat avec celui-ci est rompu et un nouvel adversaire est alors envisagé pour Cro Cop.
Filipović rencontre alors le 8 novembre 2013 un ancien champion russe de sambo combat, Alexey Oleinik, en vedette du Legends 2 à Moscou. Si le Croate réussit à placer un étranglement en guillotine au début de l'affrontement, il est bientôt dominé au sol et perd par clé de cou en fin de premier round.
Le 23 août 2014, Filipović retourne à l'IGF pour affronter l'ancien champion olympique de judo, Satoshi Ishii. Un coup de coude de Cro Cop ouvre Ishii au crane lors de ce match à l’Inoki Genome Fight 2. La blessure empire au cours du combat et, après plusieurs contrôles médicaux, l'arbitre déclare  au milieu du second round le Japonais inapte à continuer. Cela offre la victoire par TKO à Mirko Filipović, qui s'empare alors du titre de l'IGF.

### Nouveau retour à l'UFC et retraite

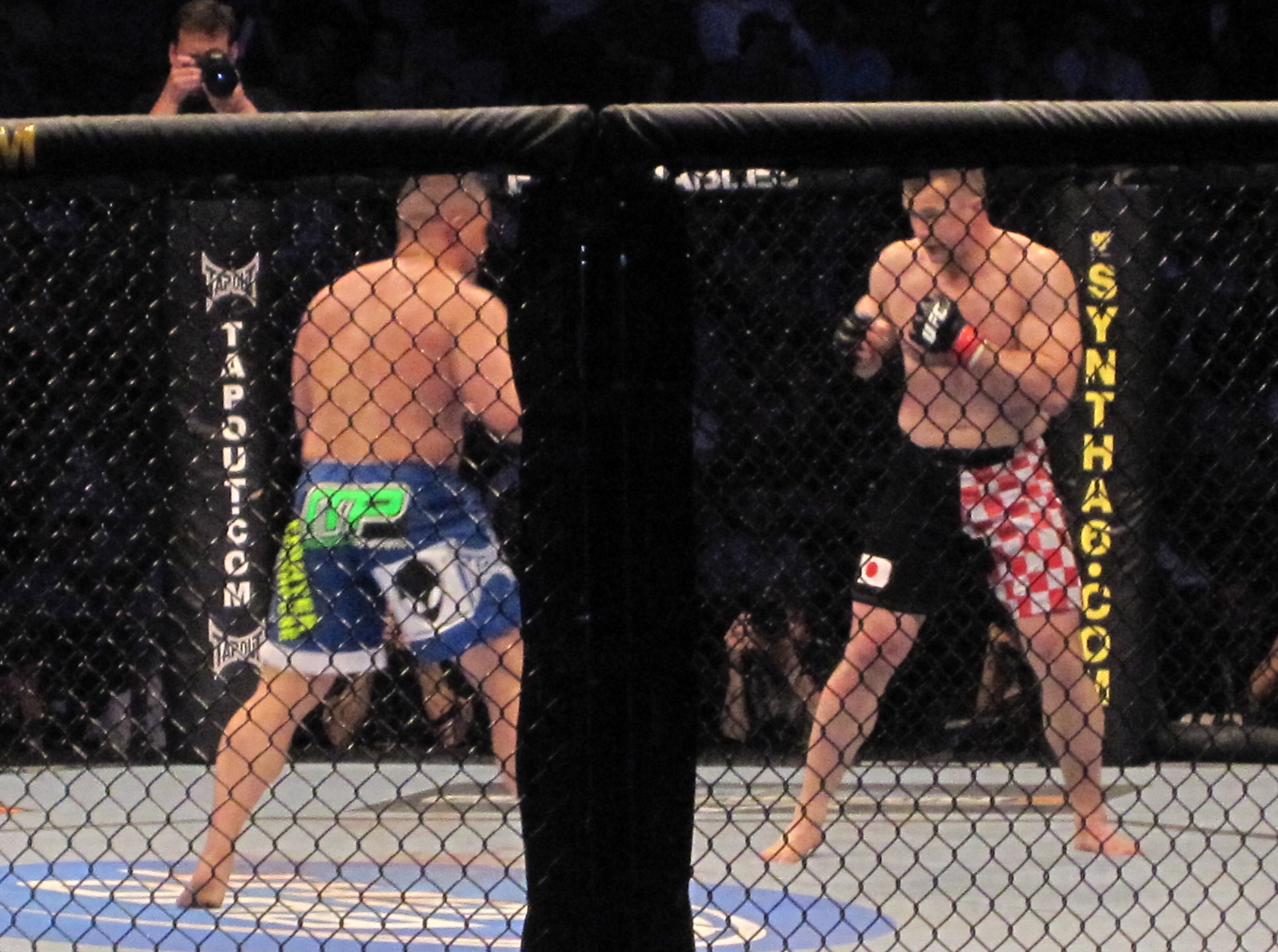
Mirko Filipović contre Pat Barry (UFC 115) à Vancouver.

En janvier 2015, Scott Coker, président du Bellator MMA, annonce son intention de faire signer le combattant croate. Mais c'est finalement avec l'UFC et à l'âge de 40 ans, que Mirko Filipović signe un nouveau contrat. Il abandonne donc à ce moment son titre de l'IGF.
Un match revanche face à Gabriel Gonzaga est alors prévu pour l'UFC Fight Night 64 le 11 avril 2015 à Cracovie. Le Brésilien avait infligé un KO au premier round à Filipović en avril 2007, dans son second combat au sein de l'UFC, alors même que ce dernier était alors considéré comme un des meilleurs poids lourds au monde. Cette fois-ci, après deux reprises compliquées pour le Croate, Filipović réussit à renverser la vapeur en envoyant un coup de coude à Gonzaga au clinch. Des coups de poing et de coude sur son adversaire au sol lui permettent ensuite de remporter la victoire par TKO dans le troisième round.
Il est ensuite programmé face à Anthony Hamilton pour l'UFC Fight Night 79 du 28 novembre 2015, premier événement de la promotion américaine en Corée du Sud.
Mais, le 10 novembre, il annonce son désistement pour blessure à l'épaule et sa retraite, à 41 ans, de toute compétition.
Le lendemain, l'UFC révèle que Filipović est suspendu par son nouveau programme antidopage administré par l'Agence américaine dédiée (USADA). Le combattant a volontairement admis avoir eu recours à l'hormone de croissance humaine afin d'accélérer en vain la guérison de sa blessure à l'épaule.

## Palmarès en kick-boxing
Mirko Filipovic possède un record professionnel en kickboxing de 23 victoires et 7 défaites, dont 12 victoires par knockout.
| Résultat | Adversaire             | Méthode                           | Événement                                                 | Date                | Round | Temps |
| -------- | ---------------------- | --------------------------------- | --------------------------------------------------------- | ------------------- | ----- | ----- |
| Victoire | Jarell Miller          | Décision (unanime)                | Glory 17: Los Angeles                                     | 21 juin 2014        | 3     | 3     |
| Défaite  | Remy Bonjasky          | Décision (majorité)               | Glory 14: Zagreb                                          | 8 mars 2014         | 3     | 3     |
| Victoire | Ismael Londt           | Décision (unanime)                | K-1 World GP Final Zagreb Final                           | 15 mars 2013        | 3     | 3     |
| Victoire | Pavel Zhuravlev        | Décision (unanime)                | K-1 World GP Final Zagreb Semi-Final                      | 15 mars 2013        | 3     | 3     |
| Victoire | Jarell Big Baby Miller | Décision (unanime)                | K-1 World GP Final Zagreb 8                               | 15 mars 2013        | 3     | 3     |
| Victoire | Randy BoomBoom Blake   | Décision (unanime)                | K-1 Rising 2012 World GP Final 16                         | 14 novembre 2012    | 3     | 3     |
| Victoire | Loren Javier Jorge     | KO (Uppercut)                     | K-1 World MAX 2012 World Championship Tournament Final 16 | 27 mai 2012         | 2     | 2:23  |
| Victoire | Ray Sefo               | Décision (Unanime)                | Zagreb FC Final Fight Mirko Cro-cop                       | 10 mars 2012        | 3     | 3:00  |
| Victoire | Bob Sapp               | KO (Coup de poing)                | Saitama Grand Prix 2003                                   | 30 avril 2003       | 1     | 1:26  |
| Victoire | Mark Hunt              | Décision (Unanime)                | Nagoya Grand Prix 2002                                    | 3 mars 2003         | 5     | 3:00  |
| Victoire | Remy Bonjasky          | TKO                               | Fukuoka Grand Prix 2002                                   | 14 juillet 2002     | 2     | 2:06  |
| Victoire | Ryushi Yanagisawa      | TKO (Arrêt médical)               | Rising 2002                                               | 27 janvier 2002     | 1     | 2:44  |
| Défaite  | Michael McDonald       | TKO                               | Melbourne Grand Prix 2001                                 | 16 juin 2001        | 1     | 1:24  |
| Victoire | Peter Aerts            | Décision (Majorité)               | Gladiators 2001                                           | 17 mars 2001        | 5     | 3:00  |
| Victoire | Tatsufumi Tomihara     | KO (Poing)                        | Rising 2001                                               | 30 janvier 2001     | 2     | 2:55  |
| Défaite  | Ernesto Hoost          | Décision (Unanime)                | World Grand Prix Final 2000                               | 10 décembre 2000    | 6     | 3:00  |
| Défaite  | Mike Bernardo          | TKO (Blessure et jet de l'éponge) | Fukuoka Grand Prix 2000                                   | 9 octobre 2000      | 1     | 1:07  |
| Victoire | Glaube Feitosa         | Décision (Unanime)                | Fukuoka Grand Prix 2000                                   | 9 octobre 2000      | 3     | 3:00  |
| Victoire | Hiromi Amada           | Décision (Unanime)                | Fukuoka Grand Prix 2000                                   | 9 octobre 2000      | 3     | 3:00  |
| Victoire | Stuart Green           | KO (Kick)                         | European Grand Prix 2000                                  | 1er septembre, 2000 | 2     |       |
| Défaite  | Andy Hug               | Décision (Unanime)                | Fight Night 2000                                          | 3 juin 2000         | 5     | 3:00  |
| Victoire | Hiromi Amada           | TKO                               | Burning 2000                                              | 19 mars 2000        | 4     | 2:51  |
| Victoire | Musashi                | TKO                               | World Grand Prix Final 1999                               | 5 décembre 1999     | 3     | 1:09  |
| Victoire | Sam Greco              | TKO                               | World Grand Prix Final 1999                               | 5 décembre 1999     | 2     | 2:50  |
| Défaite  | Ernesto Hoost          | TKO (Blessure)                    | World Grand Prix Final 1999                               | 5 décembre 1999     | 2     | 1:13  |
| Victoire | Mike Bernardo          | TKO                               | World Grand Prix 1999 Opening                             | 5 octobre 1999      | 1     | 1:20  |
| Défaite  | Xhavit Bajrami         | Décision (Unanime)                | Braves 1999                                               | 20 juin 1999        | 6     | 3:00  |
| Victoire | Ricky Nickolson        | KO (Kick)                         | Braves 1999                                               | 20 juin 1999        | 1     | 1:20  |
| Victoire | Jan Nortje             | KO (Poing)                        | Revenge 4                                                 | 25 avril 1999       | 4     | 1:58  |
| Défaite  | Ernesto Hoost          | TKO (Coup de pied)                | World Grand Prix Final 1996                               | 6 mai 1996          | 3     | 1:27  |
| Victoire | Jérôme Le Banner       | Décision (Unanime)                | World Grand Prix 1996                                     | 6 mai 1996          | 5     | 3     |
| Victoire | Boumelala Anis         | Décision (Unanime)                | World Grand Prix 1994 Opening                             | 18 mars 1994        | 2     | 2:00  |
| Victoire | Didier lacoin          | Décision (Unanime)                | World Grand Prix 1993 Opening                             | 21 mars 1993        | 3     | 2:00  |

## Palmarès en arts martiaux mixtes
| 45 combats     | 31 victoires | 11 défaites |
| Par KO         | 23           | 5           |
| Par soumission | 5            | 3           |
| Sur décision   | 3            | 3           |
| Égalités       | 2            | 2           |
| Sans décision  | 1            | 1           |

| Résultat      | Record      | Adversaire               | Méthode                                        | Événement                                     | Date              | Round | Temps | Lieu                                    | Notes                                                   |
| ------------- | ----------- | ------------------------ | ---------------------------------------------- | --------------------------------------------- | ----------------- | ----- | ----- | --------------------------------------- | ------------------------------------------------------- |
| Victoire      | 31-11-2 (1) | Gabriel Gonzaga          | TKO (coups de coude et coups de poing)         | UFC Fight Night: Gonzaga vs. Cro Cop 2        | 11 avril 2015     | 3     | 3:30  | Cracovie, Pologne                       | Combat de la soirée.                                    |
| Victoire      | 30-11-2 (1) | Satoshi Ishii            | TKO (coup de pied à la tête et coups de poing) | Inoki Bom-Ba-Ye 2014                          | 31 décembre 2014  | 2     | 5:00  | Tokyo, Japon                            | Défend le titre de l'IGF.                               |
| Victoire      | 29-11-2 (1) | Satoshi Ishii            | TKO (arrêt du médecin)                         | Inoki Genome Fight 2                          | 23 août 2014      | 2     | 2:37  | Tokyo, Japon                            | Remporte le titre de l'IGF.                             |
| Défaite       | 28-11-2 (1) | Alexey Oleinik           | Soumission (clé de cou)                        | Legend Fight Show 2                           | 8 novembre 2013   | 1     | 4:42  | Moscou, Russie                          |                                                         |
| Victoire      | 28-10-2 (1) | Shinichi Suzukawa        | Soumission (clé de bras)                       | Inoki Bom-Ba-Ye 2012                          | 31 décembre 2012  | 1     | 1:18  | Tokyo, Japon                            |                                                         |
| Défaite       | 27-10-2 (1) | Roy Nelson               | TKO (coups de poing)                           | UFC 137: Penn vs. Diaz                        | 29 octobre 2011   | 3     | 1:30  | Las Vegas, Nevada, États-Unis           |                                                         |
| Défaite       | 27-9-2 (1)  | Brendan Schaub           | KO (coup de poing)                             | UFC 128: Shogun vs. Jones                     | 19 mars 2011      | 3     | 3:44  | Newark, New Jersey, États-Unis          |                                                         |
| Défaite       | 27-8-2 (1)  | Frank Mir                | KO (coup de genou)                             | UFC 119: Mir vs. Cro cop                      | 25 septembre 2010 | 3     | 4:02  | Indianapolis, Indiana, États-Unis       |                                                         |
| Victoire      | 27-7-2 (1)  | Pat Barry                | Soumission (étranglement arrière)              | UFC 115: Liddell vs. Franklin                 | 12 juin 2010      | 3     | 4:30  | Vancouver, Colombie-Britannique, Canada |                                                         |
| Victoire      | 26-7-2 (1)  | Anthony Perosh           | TKO (arrêt du médecin)                         | UFC 110: Nogueira vs. Velasquez               | 20 février 2010   | 2     | 5:00  | Sydney, Australie                       |                                                         |
| Défaite       | 25-7-2 (1)  | Júnior dos Santos        | Soumission (coup de poing)                     | UFC 103 Franklin vs. Belfort                  | 19 septembre 2009 | 3     | 2:00  | Dallas, Texas, États-Unis               |                                                         |
| Victoire      | 25-6-2 (1)  | Mostapha Al Turk         | TKO (coups de poing)                           | UFC 99: The Comeback                          | 13 juin 2009      | 1     | 3:06  | Cologne, Allemagne                      |                                                         |
| Victoire      | 24-6-2 (1)  | Hong-Man Choi            | TKO (coup de pied bas)                         | Dynamite!! 2008                               | 31 décembre 2008  | 1     | 6:32  | Saitama, Japon                          |                                                         |
| Sans décision | 23-6-2 (1)  | Alistair Overeem         | Sans décision (coup de genou à l'aine)         | Dream 6: Middleweight Grand Prix 2008 Final   | 23 septembre 2008 | 1     | 6:09  | Saitama, Japon                          |                                                         |
| Victoire      | 23-6-2      | Tatsuya Mizuno           | TKO (coups de poing)                           | Dream 1: Lightweight Grandprix 2008 1st Round | 15 mars 2008      | 1     | 0:56  | Saitama, Japon                          |                                                         |
| Défaite       | 22-6-2      | Cheick Kongo             | Décision unanime                               | UFC 75: Champion vs. Champion                 | 8 septembre 2007  | 3     | 5:00  | Londres, Angleterre                     |                                                         |
| Défaite       | 22-5-2      | Gabriel Gonzaga          | KO (coup de pied à la tête)                    | UFC 70: Nations Collide                       | 21 avril 2007     | 1     | 4:51  | Manchester, Angleterre                  |                                                         |
| Victoire      | 22-4-2      | Eddie Sanchez            | TKO (coups de poing)                           | UFC 67: All or Nothing                        | 3 février 2007    | 1     | 4:33  | Las Vegas, Nevada, États-Unis           |                                                         |
| Victoire      | 21-4-2      | Josh Barnett             | Soumission (coups de poing)                    | Pride Final Conflict Absolute                 | 10 septembre 2006 | 1     | 5:32  | Saitama, Japon                          |                                                         |
| Victoire      | 20-4-2      | Wanderlei Silva          | KO (coup de pied à la tête)                    | Pride Final Conflict Absolute                 | 10 septembre 2006 | 1     | 5:26  | Saitama, Japon                          |                                                         |
| Victoire      | 19-4-2      | Hidehiko Yoshida         | TKO (coups de pied aux jambes)                 | Pride Critical Countdown Absolute             | 1er juillet 2006  | 1     | 7:38  | Saitama, Japon                          |                                                         |
| Victoire      | 18-4-2      | Ikuhisa Minowa           | TKO (coups de poing)                           | Pride Total Elimination Absolute              | 5 mai 2006        | 1     | 1:10  | Osaka, Japon                            |                                                         |
| Défaite       | 17-4-2      | Mark Hunt                | Décision partagée                              | Pride Shockwave 2005                          | 31 décembre 2005  | 3     | 5:00  | Saitama, Japon                          |                                                         |
| Victoire      | 17-3-2      | Josh Barnett             | Décision unanime                               | Pride 30                                      | 23 octobre 2005   | 3     | 5:00  | Saitama, Japon                          |                                                         |
| Défaite       | 16-3-2      | Fedor Emelianenko        | Décision unamime                               | Pride Final Conflict 2005                     | 28 août 2005      | 3     | 5:00  | Saitama, Japon                          |                                                         |
| Victoire      | 16-2-2      | Ibragim Magomedov        | KO (coup de pied au corps)                     | Pride Critical Countdown 2005                 | 26 juin 2005      | 1     | 3:53  | Saitama, Japon                          |                                                         |
| Victoire      | 15-2-2      | Mark Coleman             | KO (coups de poing)                            | Pride 29: Fists of Fire                       | 20 février 2005   | 1     | 3:40  | Saitama, Japon                          |                                                         |
| Victoire      | 14-2-2      | Kevin Randleman          | Soumission (étranglement en guillotine)        | Pride Shockwave 2004                          | 31 décembre 2004  | 1     | 0:41  | Saitama, Japon                          |                                                         |
| Victoire      | 13-2-2      | Josh Barnett             | Soumission (blessure à l'épaule)               | Pride 28: High Octane                         | 31 octobre 2004   | 1     | 0:46  | Saitama, Japon                          |                                                         |
| Victoire      | 12-2-2      | Aleksander Emelianenko   | KO (coup de pied à la tête et coups de poing)  | Pride Final Conflict 2004                     | 15 août 2004      | 1     | 2:09  | Saitama, Japon                          |                                                         |
| Victoire      | 11-2-2      | Shungo Oyama             | TKO (coups de poing)                           | Pride Bushido 4                               | 19 juillet 2004   | 1     | 1:00  | Nagoya, Japon                           |                                                         |
| Victoire      | 10-2-2      | Hiromitsu Kanehara       | Décision unanime                               | Pride Bushido 3                               | 23 mai 2004       | 2     | 5:00  | Yokohama, Japon                         |                                                         |
| Défaite       | 9-2-2       | Kevin Randleman          | KO (coups de poing)                            | Pride Total Elimination 2004                  | 25 avril 2004     | 1     | 1:57  | Saitama, Japon                          |                                                         |
| Victoire      | 9-1-2       | Yoshihisa Yamamoto       | TKO (coups de poing)                           | Pride Bushido 2                               | 15 février 2004   | 1     | 2:12  | Yokohama, Japon                         |                                                         |
| Victoire      | 8-1-2       | Ron Waterman             | TKO (soccer kicks)                             | Pride 27: Inferno                             | 1er février 2004  | 1     | 4:37  | Osaka, Japon                            |                                                         |
| Défaite       | 7-1-2       | Antônio Rodrigo Nogueira | Soumission (clé de bras)                       | Pride Final Conflict 2003                     | 9 novembre 2003   | 2     | 1:45  | Tokyo, Japon                            | Pour le titre intérimaire des poids lourds du Pride FC. |
| Victoire      | 7-0-2       | Alberto Rodriguez        | KO (coup de pied à la tête)                    | Pride Bushido 1                               | 5 octobre 2003    | 1     | 0:46  | Saitama, Japon                          |                                                         |
| Victoire      | 6-0-2       | Igor Vovchanchyn         | KO (coup de pied à la tête)                    | Pride Total Elimination 2003                  | 10 août 2003      | 1     | 1:29  | Saitama, Japon                          |                                                         |
| Victoire      | 5-0-2       | Heath Herring            | TKO (coup de pied au corps et coups de poing)  | Pride 26: Bad to the Bone                     | 8 juin 2003       | 1     | 3:17  | Yokohama, Japon                         |                                                         |
| Victoire      | 4-0-2       | Kazuyuki Fujita          | Décision unanime                               | Inoki Bom-Ba-Ye 2002: K-1 vs. Inoki           | 31 décembre 2002  | 3     | 5:00  | Saitama, Japon                          |                                                         |
| Victoire      | 3-0-2       | Kazushi Sakuraba         | TKO (blessure à l'œil)                         | Pride Shockwave 2002                          | 28 août 2002      | 2     | 5:00  | Tokyo, Japon                            |                                                         |
| Égalité       | 2-0-2       | Wanderlei Silva          | Égalité                                        | Pride 20: Armed and Ready                     | 28 avril 2002     | 5     | 3:00  | Yokohama, Japon                         |                                                         |
| Victoire      | 2-0-1       | Yuji Nagata              | TKO (coups de poing)                           | Inoki Bom-Ba-Ye 2001: K-1 vs. Inoki           | 31 décembre 2001  | 1     | 0:21  | Saitama, Japon                          |                                                         |
| Égalité       | 1-0-1       | Nobuhiko Takada          | Égalité                                        | Pride 17: Championship Chaos                  | 3 novembre 2001   | 5     | 3:00  | Tokyo, Japon                            |                                                         |
| Victoire      | 1-0         | Kazuyuki Fujita          | TKO (coupure)                                  | K-1: Andy Hug Memorial                        | 19 août 2001      | 1     | 0:39  | Saitama, Japon                          |                                                         |

## Filmographie
- 2005 : Ultimate Force (en) : Axon Rey.